# Стефан Николич
Стефан Николич е черногорски футболист, който играе като нападател за ЦСКА (София).